# Euproctis signata
Euproctis signata är en fjärilsart som beskrevs av Walker 1865. Euproctis signata ingår i släktet Euproctis och familjen tofsspinnare. Inga underarter finns listade i Catalogue of Life.